# Santa Dimopulos
Santa Yanisovna Dimopulos (En ukrainien : Санта Янісівна Дімопулос, russe : Санта Янисовна Димопулос, grec moderne : Σάντα Γιάννικόρις Διμοπούλος) est une chanteuse ukrainienne née le 21 mai 1987 à Kiev. Elle a participé à l'émission Fabrika Zirok 3 mais a été éliminée très rapidement pour n'atteindre que la quatorzième place (sur 16 candidats). Depuis le 1er décembre 2011, Santa faisait partie des membres du groupe russo-ukrainien VIA Gra mais elle l'a quitté en octobre 2012 pour se lancer dans une carrière solo. Elle est également une ancienne membre du girl group russe Queens (2016-2017).
En 2011, en Thaïlande, elle est championne du monde de culturisme, dans la catégorie Modèle physique.